# Otcové a synové
Otcové a synové (v anglickém originále Fathers & Suns) je druhý díl desáté řady (a celkově padesátá sedmý) britského sci-fi sitcomu Červený trpaslík.
Scénář napsal a režie se ujal Doug Naylor. Poprvé byla epizoda odvysílána 11. října 2012 na britském televizním kanálu Dave. Postavou nového palubního počítače Pree dává vzpomenout na Queega 500 z první série (Hollym vytvořený falešný palubní počítač) a rovněž na Kassandru z osmé série (palubní počítač kosmické lodi SSS Silverberg, jenž dokázal předvídat budoucnost).
Epizoda těží z námětu třetího dílu sedmé série „Uroboros“, kde je zobrazeno, že Lister je díky časovému paradoxu vlastním otcem. Název „Fathers and Suns“ (česky „Otcové a slunce“) je anglické homofonum na slova „Fathers and Sons“ (česky „Otcové a synové“).

## Námět
Dave Lister si každým rokem posílá přání ke Dni otců a následující den se opije, aby zapomněl, co napsal. Tentokrát se pomocí videonahrávky rozhodne potrestat se za svou lenivost a přimět se k zodpovědnějšímu životu. Kryton a Rimmer nainstalují nový počítač pojmenovaný Pree, který má přebrat řízení kosmické lodi Červený trpaslík (dříve ji měl na starost Holly). Nový počítač disponuje prediktivní funkcí - dokáže podle minulých činů předvídat budoucí akce jednotlivých členů posádky a nejen to, dokáže je i za ně sám realizovat, což se ukáže jako velmi nebezpečná schopnost.

## Děj
Lister se věnuje hraní videoher. Do místnosti vstoupí Kocour a všimne si, že Lister utekl před Denti-botem (robotem suplujícím úlohu zubního lékaře), má totiž pod krkem stále bryndák. Dave oponuje, že problémy se zuby snadno vyřeší láhev gelfské pálenky. Přichází Arnold Rimmer a poukazuje na zvláštní zvuk, který se ozývá z lodi. Tvrdí, že se Červený trpaslík rozpadá a mělo by se s tím něco udělat. Lister mu s tím nehodlá pomoci, má v plánu se zpít pod obraz. Je totiž Den otců a Lister si každoročně posílá pohlednici (kvůli časovému paradoxu je svým vlastním otcem - viz epizoda Uroboros). Pak se pořádně opije, aby si to nepamatoval.
Rimmer s Krytonem provádí obhlídku lodi a Arnold poznamená, jestli by při této práci neměl asistovat nový počítač. Android odvětí, že ještě není nahraný v paměti. David Lister se mezitím radí s Medi-botem, jak by se mohl stát lepším otcem (jinými slovy zlepšit svůj život, který se pohybuje ve vyjetých kolejích). Stěžuje si, že synovi (tedy jemu) chybí nějaký cíl, který by jej naplňoval. Medi-bot radí jednu věc - tvrdou lásku. Určit mu úkoly a když je nesplní, potrestat jej. Založí mu novou složku pro stázi se jménem Dave Lister junior.
Rimmer s Krytonem instalují na Červeném trpaslíkovi nový hlavní počítač (jako byl dříve Holly) z některé opuštěné kosmické lodi. Jakmile je nahrán, objeví se na obrazovce velká tvář mladé ženy a představí se jako Pree, nový lodní počítač s mnoha funkcemi včetně technologie prediktivního chování. To znamená, že dokáže podle minulých činů předvídat budoucí akce jednotlivých členů posádky a navíc je rovnou místo nich sama provést. Rimmer se zeptá, zda dokáže opravit technické závady a Pree odpoví, že to předpokládala a už opravila palubu B. Připotácí se Lister s láhví kořalky v ruce a řekne, že má pro Pree práci.
Ráno se Dave vzbudí v nákupním vozíku a nic z minulého dne si nepamatuje. Na stole leží videokazeta se vzkazem „Pro Davea, s láskou táta.“ Dave kazetu pustí a na monitoru se objeví on sám z minulého dne. Hází do sebe jednoho panáka za druhým a vyčítá mu (tedy sobě), že marní svůj čas místo toho, aby dělal něco užitečného.
Vážně jsi mě zklamal. Bez ambicí, flákáš se, marníš svůj život. A nestaráš se o sebe. Moc piješ. Zhoršuje se to.
Apeluje na něj, aby si zašel za Denti-botem spravit zuby a začal se vzdělávat, aby byl alespoň v něčem dobrý. Vybral mu inženýrské studium Jupiterské důlní společnosti. Řekne mu, ať si pustí další zprávu, až se zapíše na studium a nechá si spravit zuby. Dave si chce poslechnout, co bude v další zprávě. Ale včerejší Lister to ve spolupráci s Pree (díky její funkci předvídání chování) věděl a tak jej opět posílá k Denti-botovi a na zápis. Ale Dave se nehodlá podrobovat. Včerejší Lister to věděl a začal praktikovat, co mu poradil Medi-bot: tvrdou lásku. Vyhodil do vesmíru Daveovu (svoji) kytaru Gibson Les Paul. Vtipná scénka parodující rodičovský vztah končí odchodem rozčileného Davea, který včerejšího Listera nenávidí.
Pree začíná ovlivňovat životy členů Červeného trpaslíka. Palubu B opravila přesně tak, jak by to udělal nejvýše postavený člen posádky - Rimmer. Tedy nezodpovědně, ledabyle, špatně. Dave se odhodlá k návštěvě Denti-bota, ale po zjištění, že došla anestetika, opět prchá. Tím velmi zklame včerejšího Listera, který je nucen sáhnout po razantnějších metodách. Zruší svou registraci na lodi a Pree informuje Davea, že příděl kyslíku bude pro něj z tohoto důvodu ukončen. Dave si na poslední chvíli stačí obléci skafandr a je vypuzen z Červeného trpaslíka. Pree oznamuje zbylým členům posádky, že pro absenci jediného žijícího člověka na lodi se ruší cíl mise - dopravit ho na Zemi. Červený trpaslík bude naveden do nejbližšího slunce během následujících 90 minut.
Dave se dostane zpátky na loď a setká se s vystrašeným Rimmerem, Kocourem a Krytonem. Je přesvědčen, že dokáže Pree odpojit. Když se o to pokouší, z ventilace se uvolní rajský plyn a všichni zúčastnění se navzdory blížící se záhubě octnou v euforii. Dave při té příležitosti požádá Krytona, aby mu vytrhl bolavý zub. Řešení zdánlivě bezvýchodné situace napadne Listera díky připomínce jednoho z výdejních automatů. Vzpomene si, že ještě jako včerejší Lister založil u Medi-bota složku se jménem Dave Lister junior a může přikázat Pree, aby se odinstalovala. Ta to pod tíhou bezchybných logických argumentů udělá.
V závěru nese Kryton Davidovi šampaňské a nové hry. Dave reaguje, že se přihlásil na studium robotiky, takže videohry a alkohol jsou pro něj pasé. Ovšem jen do chvíle, kdy spatří titul videohry: fotbal v nulové gravitaci. Veškerá předsevzetí berou za své a Dave skáče přes pohovku pro herní ovladač.

## Ohlasy
Epizodu sledovalo při premiéře 1,13 milionu televizních diváků. Dave Golder z „SFX“ udělil 4 hvězdičky z 5 a zhodnotil epizodu slovy „Fathers and Suns je stejně dobrá epizoda jako Trojan, ačkoli snad jiným způsobem.“ Pete Dillon-Trenchard z webu „Den of Geek“ ji hodnotí takto: „Fathers and Suns je oproti první epizodě mnohem více nevyvážená, ale zachraňuje ji několik vtipných momentů a především brilantní představení Craiga Charlese.“

## Kulturní odkazy
- Když se Lister radí s Medi-botem, zmíní kytaristu Jimiho Hendrixe.